# Rachel Solari
Rachel Solari (Los Ángeles, California; 13 de agosto de 1986) es una actriz pornográfica y modelo estadounidense.
Conocida como Rachel Salori (o Solari), decidió en 2007 que gracias a su cuerpo y extraño color de ojos -grises- podría encontrar un lugar en el mundo del porno. Debutó en la industria para adultos a la edad de 21 años.
Es asidua colaboradora de la revista Hustler, para la que ha escrito algunos artículos.